# ラルフ・ダーレンドルフ

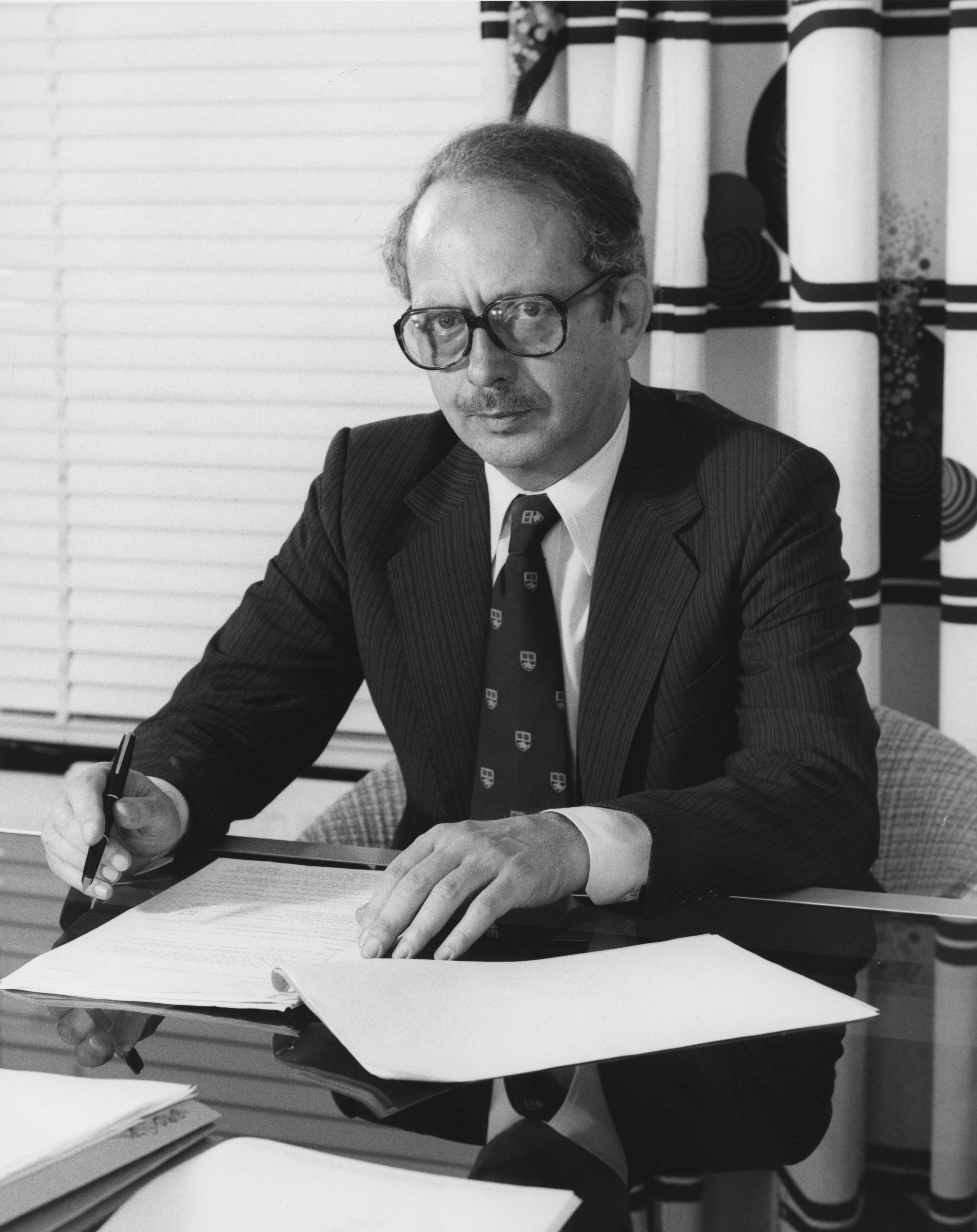
ラルフ・ダーレンドルフ(1980年)

ダーレンドルフ男爵ラルフ・グスタフ・ダーレンドルフ（Ralph Gustav Dahrendorf, Baron Dahrendorf、1929年5月1日 - 2009年6月17日）は、ドイツ生まれのイギリスの社会学者・政治家である。壮年期以降はイギリスで活動した。

## 経歴

### 略歴
ハンブルク生まれ。ナチ党政権期に反国家活動に参加した友人を持っていたことにより、政治犯強制収容所へ送致された経験をもつ。このことがきっかけで、彼は政治の世界と深くかかわりを持つようになった。
政治家としては、1967年にバーデン＝ヴュルテンベルク州選出の自由民主党議員として西ドイツ連邦議会に議席を獲得して政界へ進出。西ドイツ政府の外務政務次官として活動し、ヨーロッパ共同体（EC）及び欧州委員会の外務・教育・科学等の分野における専門委員も歴任する。
1974年には研究生活へ戻り、ドイツだけではなくイギリスやアメリカでも精力的に研究活動を行っている。イギリスのロンドンを拠点に活躍。1982年にSir（大英帝国勲爵士）の称号を授与される。1993年に一代貴族のダーレンドルフ男爵に序され、イギリス貴族院議員となる。1989年にはジークムント・フロイト賞、2007年にはアストゥリアス皇太子賞の社会科学部門を受賞する。2009年6月17日、癌のためケルンで死去。

### 学問上の経歴
ハンブルク大学を卒業後、ハンブルク大学・コンスタンツ大学（自身が設立にかかわった）・テュービンゲン大学の教授を歴任。1974年から約10年間、ロンドン・スクール・オブ・エコノミクス（LSE）の学長を務め、1987年～1997年にオックスフォード大学セント・アントニーズ・カレッジの教授・学長を務めた。
社会学者としてのダーレンドルフは、タルコット・パーソンズの社会システム論に代表される均衡理論を批判し、マルクスの階級闘争論をマックス・ヴェーバーの権力概念によって再構築した独自の紛争理論を提唱したことで知られている。また、人間は社会においてそれぞれ与えられた役割にしたがって行動する存在であるというホモ・ソシオロジクス（社会学的人間）の概念を提起したことでも有名である。長年、ヨーロッパの社会学界に影響を与え続けた論客の一人である。

## 日本語訳著書
- 『産業社会学』（千倉書房, 1961年）
- 『産業社会における階級および階級闘争』（ダイヤモンド社, 1964年）
- 『ホモ・ソシオロジクス――役割と自由』（ミネルヴァ書房, 1973年）
- 『ダーレンドルフ社会理論論集（上）ユートピアからの脱出』（ミネルヴァ書房, 1975年）
- 『ダーレンドルフ社会理論論集（下）価値と社会科学』（ミネルヴァ書房, 1976年）
- 『ザ・ニューリバティ――ポスト「成長」の論理』（創世記, 1978年）
- 『ライフ・チャンス――「新しい自由主義」の政治社会学』（創世記, 1982年）
- 『ヨーロッパ経済の危機――岐路にたつ成熟社会』（日本経済新聞社, 1982年）
- 『なぜ英国は「失敗」したか?』（TBSブリタニカ, 1984年）
- 『経営社会学』（三嶺書房, 1985年）
- 『新しい自由主義』（学陽書房, 1987年）
- 『現代文明にとって「自由」とは何か』（TBSブリタニカ, 1988年）
- 『ヨーロッパ革命の考察――「社会主義」から「開かれた社会」へ』（時事通信社, 1991年）
- 『激動するヨーロッパと世界新秩序』（TBSブリタニカ, 1992年）
- 『政治・社会論集――重要論文選』（晃洋書房, 1998年／増補版, 2006年）
- 『現代の社会紛争』（世界思想社, 2001年）